# Joe Budden
Joseph Anthony Budden (født 31. August, 1980) er en amerikansk rapper, født i Spanish Harlem i New York. Han er af puertoricansk afstamning.

## Musikkarriere
Hans første solo-album er selvbetitlet, Joe Budden (2003). Albummet indeholder blandt andet sommerhittet "Pump It Up", der blandt andet var med på soundtracket til 2 Fast 2 Furious.
Fra og med den 21. december 2007 underskrev Joe Budden en officielt bindende pladekontrakt hos pladeselskabet Amalgam Digital. 
Budden er også en spilbar figur kampvideospillet Def Jam: Fight for NY fra 2004.

## Fejde med Jay-Z
På remixet af "Pump It Up" skulle Joe have disset Jay-Z ved at udtale ting som "ingen køber dine album undtagen dig" og "måske er det på tide at studere din underdel", men begge benægter en egentlig fejde.
Buddens primære forbilleder er rapperne The Notorious B.I.G., Tupac Shakur, Too Short og Big Pun. Han finder dog også inspiration i Rakim, Run DMC og LL Cool J's tekster.

## Diskografi

### Album
- Joe Budden (2003)
- Mood Muzik: The Worst of Joe Budden (Mixtape, 2003)
- Mood Muzik 2: Can It Get Any Worse? (Mixtape, 2005)
- Album Before The Album (2007)
- Mood Muzik 3: For Better or for Worse (Mixtape, 2007)
- Mood Muzik 3: The Album (2008)
- Padded Room (2009)

### Singler
- 2003: "Pump It Up"
- 2003: "Focus"
- 2003: "Clubbin" (med Marques Houston)
- 2004: "Fire" (med Busta Rhymes)
- 2005: "Gangsta Party" (med Nate Dogg)
- 2006: "Crazy (remix)" (med Gnarls Barkley)
- 2007: "Because Of You (remix)" (med Ne-Yo)
- 2007: "Star Inside Of Me"
- 2008: "Touch & Go"